# Force of Will
Force of Will (kurz: FoW) ist ein seit 2014 bei der Force of Will Co., Ltd, in Saitama, Japan, veröffentlichtes Sammelkartenspiel des japanischen Spieleentwicklers und -verlegers Eiji Shishido. Die Karten sind im Stil eines japanischen Manga gestaltet und es wird von einer Fantasygeschichte begleitet. Aufgrund des großen Erfolgs wurde das Spiel international vertrieben und in mehrere Sprachen übersetzt, im deutschsprachigen Raum wird das Spiel seit 2015 von dem Spieleverlag Amigo produziert und veröffentlicht.
Wie andere Sammelkartenspiele wird auch Force of Will in Serien aufgelegt und in verschiedenen Kartensets vertrieben. Neben den klassischen Starterdecks und Boosterpacks gibt es bei diesem Spiel Themenboxen, die als Vingolf-Boxen bezeichnet werden.

## Ausstattung
Das Spiel Force of Will wird als reines Kartenspiel gespielt, wobei die Spieler jeweils vor dem Spiel ein Kartendeck zusammenstellen und dann gegeneinander antreten. Ein vollständiges Kartendeck besteht typischerweise aus einem Spieldeck aus 40 bis 60 Spielkarten, einem Zaubersteindeck 10 bis 20 Zaubersteinkarten sowie einer Herrscherkarte. Die Karten werden entweder direkt auf dem Tisch oder auf einer entsprechenden Auslage platziert, auf der neben den Zonen für die verschiedenen Decks und Ablagestapel („Friedhof“) auch ein Bereich für das Spielfeld selbst markiert ist. Der Hauptunterschied zu Magic: The Gathering besteht damit darin, dass die für das Spiel benötigte Energie über ein separates Deck verfügbar gemacht und im Prinzip über den Herrscher jede Runde ein zusätzlicher Zauberstein gerufen werden kann. Damit enthält das Spiel eine Parallele zu dem Online-Sammelkartenspiel Hearthstone: Heroes of Warcraft, in dem ebenfalls grundsätzlich in jeder Runde eine zusätzliche Energiequelle zur Verfügung steht.

### Aufbau der Spielkarten

Grundsätzlicher Aufbau einer Spielkarte (1: Kosten, A: Name, B: Bild, C: Beschreibung und Eigenschaften, D: Kampfwerte (bei Resonatoren), E: zusätzliche Karteninformationen (copyright, Kartennummer), F: Attributsangabe)

Im Spiel gibt es verschiedene Kartentypen, die jeweils unterschiedliche Funktionen und Wirkungen haben. Der Aufbau der Karten ist dabei abhängig vom spezifischen Kartentyp. Im Spiel werden die folgenden Spielkartentypen eingesetzt:
1. Herrscher / Vollstrecker (Person): Die Herrscherkarten stellen den Avatar des Spielers dar, durch den das Spiel geleitet wird. Der Herrscher kann Zaubersteine herbeirufen oder auch als Vollstrecker aktiv am Kampf teilnehmen.
2. Resonator (Person): Die Resonatoren sind Unterstützer des Herrschers und werden aktiv im Kampf eingesetzt. Sie können angreifen und gegnerische Angriffe abblocken.
3. Zauberstein: Die Zaubersteine erzeugen „Willen“ und damit die von den Spielern benötigte Energie zum Ausspielen anderer Karten.
4. Zusatzkarten: Bei den Zusatzkarten handelt es sich um zusätzliche Schutzzauber und Zubehör, die das gesamte Spielfeld oder einzelne Karten, denen sie zugefügt werden, beeinflussen.
5. Zauberkarten: Zauberkarten ermöglichen einen einmaligen Effekt im Spiel und werden danach abgelegt.
6. Insignienkarten (seit dem Alice-Zyklus): Bei den Insignien handelt es sich um besonders starke Objekte, die das Spiel beeinflussen.

Auf den Karten befinden sich je nach Typ jeweils ein Kartenname, der Kartentyp und ein Kartentext zur Beschreibung der Karte und der Karteneigeschaften. Hinzu kommt eine Angabe zu den Kosten zum Ausspielen bei den Resonatoren sowie den Zusatz- und Zauberkarten sowie jeweils ein Angriffs- und Verteidigungswert bei den Vollstrecker- und Resonatorkarten. Die Kosten für die verschiedenen Karten müssen in „Willen“ bezahlt werden, dabei gibt es fünf spezifische Typen von Willen, die den Attributen Licht, Feuer, Wasser, Wind und Finsternis zugeordnet sind (Attributkosten), hinzu kommen generische Kosten, die beliebig beglichen werden können.
Der prinzipielle Aufbau der Karten kann je nach Typ variieren, entspricht jedoch in der Regel einem Grundaufbau.

### Aufbau des Spielfeldes

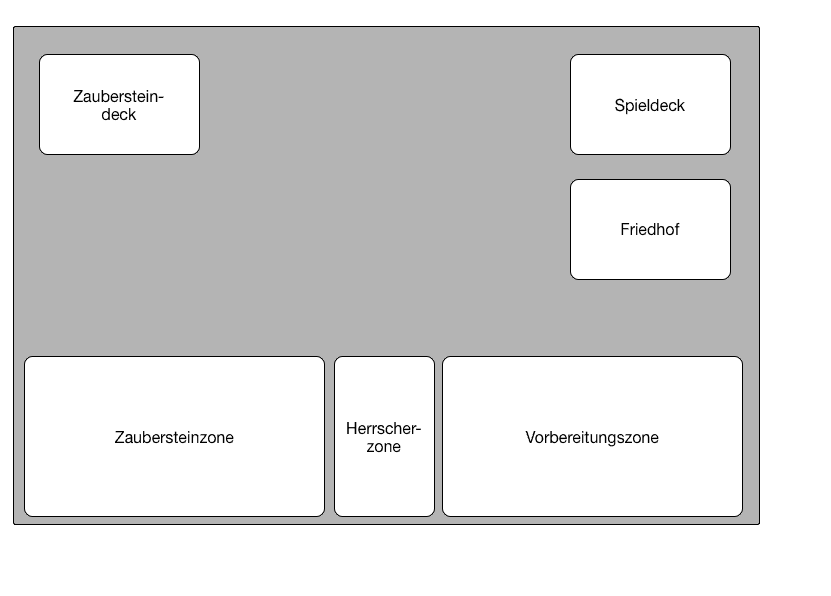
Force of Will: Spielzonen eines Spielers

Das Spielfeld von Force of Will ist in verschiedene Zonen aufgeteilt. Das Spieldeck und der Friedhof werden dabei auf der rechten oberen Seite des Feldes platziert, das Zaubersteindeck kommt auf die linke obere Seite. Der untere Bereich ist aufgeteilt in die zentrale Herrscherzone, in der der Spieler seinen Herrscher platziert, sowie links davon die Zaubersteinzone zur Ablage der Zaubersteine und rechts davon die Vorbereitungszone, in der Karten für ihren Einsatz vorbereitet werden können. Der zentrale Bereich des Spielfeldes ist die Spielzone, in die alle aktivierten Karten gelegt werden. Hier befinden sich zudem die ausgespielten Resonatoren mit ihren entsprechenden Zusatzkarten sowie, falls aktiviert, auch die Herrscherkarte in ihrer Funktion als Vollstrecker. Alle Kämpfe und sonstigen Aktionen der Hauptphase finden in der Spielzone statt.

## Spielweise
Bei dem Spiel handelt es sich um ein rundenbasiertes Kartenspiel, bei denen zwei Spieler mit ihren jeweiligen Decks gegeneinander antreten und es ähnelt in seiner Spielweise anderen Spielen aus dem Bereich der Sammelkartenspiele oder anderer Player-vs-Player-Spiele.

### Spielvorbereitung
Zur Vorbereitung muss jeder Spieler im Vorfeld des Spiels sein Spieldeck und sein Zaubersteindeck aus den ihm verfügbaren Sammelkarten zusammenstellen und seine Herrscherkarte währen. Die gemischten Deckstapel werden verdeckt auf die entsprechenden Zonen auf dem Spielfeld platziert, danach bekommt jeder Spieler von seinem Spieldeck fünf Karten, die er als Handkarten aufnimmt. Jeder Spieler darf nun eine beliebige Anzahl der Handkarten auswählen und verdeckt unter sein Deck legen sowie die entsprechende Anzahl Karten nachziehen („einen Mulligan nehmen“). Jeder Spieler startet zudem mit 4.000 Lebenspunkten, die entsprechend notiert werden.

### Spielabfolge
Beginnend mit einem zufällig bestimmten Startspieler führen die beiden Kontrahenten nun abwechseln ihre Spielzüge durch, wobei die einzelnen Züge in mehrere Phase aufgeteilt werden und vor allem die möglichen Aktionen der Hauptphase von den bereits ausliegenden und neu gespielten Handkarten abhängig sind.
Der Spielzug beginnt mit einer Ziehphase, bei der der aktive Spieler (außer dem Startspieler in der ersten Runde) eine Karte von seinem Spieldeck nachzieht und auf die Hand nimmt. Danach erfolgt die Erholungsphase, in der alle erschöpften Karten wieder aufgefrischt und damit aus der waagerechten Position in die senkrechte gebracht werden. Nach der Erholung erfolgt die Hauptphase des Zuges, in der der Spieler Karten von seiner Hand spielen und ausliegende Karten nutzen kann. Dabei gibt es prinzipiell die folgenden Aktionsmöglichkeiten in beliebiger Reihenfolge:
- Herbeirufen eines Zaubersteins: Hierfür wird der Herrscher des Spielers erschöpft und der oberste Zauberstein in die Zaubersteinzone gelegt. Der Zauberstein kann direkt genutzt werden, um Willen und damit Energie zu erzeugen.
- Ein Resonator, eine Zusatzkarte oder eine Insigne können ausgespielt werden, dafür müssen die entsprechenden Kosten bezahlt werden.
- Eine Zauberkarte kann ausgespielt und durchgeführt werden, dafür müssen die entsprechenden Kosten bezahlt werden.
- Eine Karte kann in die Vorbereitungszone gespielt werden. Dafür müssen 2 Willen bezahlt werden; die Karte wird aktiviert, sobald ihre „Ausgelöst“-Bedingungen erfüllt werden.
- ein Angriff kann deklariert werden: Wird ein Angriff deklariert, muss der aktive Spieler ein Angriffsziel und einen seiner erholten Resonatoren oder seinen ausliegenden Vollstrecker benennen, der den Angriff durchführt. Als Angriffsziele kann der Gegner direkt oder ein erschöpfter Resonator oder Vollstrecker im gegnerischen Spielfeld ausgewählt werden. Um den Angriff durchzuführen, erschöpft der Spieler seinen Angreifer. Der Gegner kann den Angriff durchgehen lassen oder einen eigenen erholten Resonator oder Vollstrecker erschöpfen, um den Angriff zu blocken und damit auf diese Karte umzulenken. Sobald das finale Angriffsziel feststeht, wird der Kampf abgewickelt. Dabei greifen jeweils der Angreifer und der Verteidiger den jeweiligen Gegner mit ihren Angriffswerten an, die jeweils vom Verteidigungswert der Karte abgezogen werden. Erhält ein Resonator dabei mindestens so viel Schaden, wie sein Verteidigungswert angibt, wird er nach dem Kampf auf den Friedhof gelegt. Wird der Gegner direkt attackiert und setzt keinen Verteidiger ein, wird der Schaden in Höhe der Angriffswerte direkt von seinem Lebenskonto abgezogen; fällt dieses unter 0, hat der Spieler das Spiel verloren.[3]
- ein Urteil kann gesprochen werden: Durch ein Urteil kann ein Herrscher in einen Vollstrecker umgewandelt und in die Spielfeldzone gelegt werden, in der er später in Kämpfen wie ein Resonator als Angreifer oder Verteidiger aktiv werden kann. Ein Urteil kann nur über einen erholten Herrscher gesprochen werden und die dafür angegebenen benötigten Kosten müssen bezahlt werden. Ein Vollstrecker kann auch im Spielfeld noch Zaubersteine herbeirufen und wird dafür erschöpft. Ein Vollstrecker, der seine komplette Verteidigung einbüßt, wird zerstört und kommt zurück in die Herrscherzone, wo er nicht mehr zum Kampf eingesetzt werden kann.[3]

Auf eine Aktion kann der jeweilige Gegner mit einer Gegenaktion reagieren, die ausgeführt wird, bevor die eigentliche Aktion in Kraft tritt („Anketten“). Auf diese Weise kann ein Verteidiger beispielsweise Schaden reduzieren, Aktionen neutralisieren oder andere Effekte bewirken.
Nach der Hauptphase erfolgt die Endphase des Zuges, bei dem der Spieler alle verbliebenen Schäden der Hauptphase entfernt. Danach wirft er alle Karten seiner Hand ab, die das Handkartenlimit von sieben Karten überschreiten, und beendet seinen Zug. Der bisher passive Spieler übernimmt das Spiel und wird nun aktiver Spieler.

### Spielende
Das Spiel kann auf zwei Arten beendet werden. Sobald ein Spieler seine vollständigen 4.000 Lebenspunkte verloren hat, verliert er automatisch das Spiel. Zudem verliert ein Spieler das Spiel, wenn sein Spieldeck erschöpft ist und er in seinem Zug keine Karte mehr nachziehen kann.

## Veröffentlichungen und Serien
Force of Will ist ein Sammelkartenspiel, das sich in seiner Konzeption und seiner Spielweise sehr stark an verschiedene Vorgänger wie Magic: The Gathering oder das Yu-Gi-Oh!-Sammelkartenspiel orientiert. Wie andere Sammelkartenspiele wird es in Serien veröffentlicht, die jeweils in Starter-Packs, Booster-Packs mit jeweils 10 zufälligen Sammelkarten und größeren Sets, die als Vingolf-Boxen bezeichnet werden, vertrieben werden. Dabei sind bisher folgende Serien erschienen (Abkürzung der Serie unten links auf der Sammelkarte):
- Grimm-Zyklus
  - G1: Legenden vom Purpurmond (CMF)
  - G2: Das Fliegende Schloss und Die Zwei Türme (TAT)
  - G3: Rückkehr der Mondpriesterin (MPR)
  - G4: Tausend Jahre Ewigkeit (MOA)
- Alice-Zyklus
  - A1: Die Sieben Herrscher (SKL)
  - A2: Wanderer im Zwielicht (TTW)
  - A3: Retter im Mondenschein (TMS)
  - A4: Kampf um Attoraktia (BFA)
- Lapis-Zyklus
  - L1: Fluch des Eisigen Sarges (CFC)
  - L2: Verlorenes Vermächtnis (LEL)
  - L3: Rückkehr des Drachenkaisers (RDE)
  - L4: Echos einer neuen Welt (ENW)
- Reiya-Zyklus
  - R1: Nächte voller Schrecken (ACN)
  - R2: Ankunft des Dämonenkönigs (ADK)
  - R3: Die Zeitzauberin (TSW)
  - R4: Hauch des Unheilmonds (WOM)
- Neu-Walhalla-Zyklus
  - N1: Die Wiedergeburt von Walhalla (NDR)
  - N2: Fremde in Neu-Walhalla (SNV)
  - N3: Erweckung der Götter (AOA)
  - N4: Götterdämmerung in Neu-Walhalla (DBV)
- Ursprung-Zyklus
  - U1: Alice – Wie alles begann Teil 1 (AO1)
  - U2: Alice – Wie alles begann Teil 2 (AO2)
  - U3: Alice – Wie alles begann Teil 3 (AO3)

Neben den Karten veröffentlicht das Unternehmen Force of Will Begleitgeschichten zum Spiel, Mangas sowie 4-komas (Comicstrips aus 4 Bildern), die Inhalte und Figuren des Sammelkartenspiels aufgreifen und somit in einen Zusammenhang setzen.

## Belege
1. ↑  Unternehmensinformationen (Memento des Originals vom 5. September 2018 im Internet Archive)  Info: Der Archivlink wurde automatisch eingesetzt und noch nicht geprüft. Bitte prüfe Original- und Archivlink gemäß Anleitung und entferne dann diesen Hinweis. auf der Website von Amigo; abgerufen am 20. Juni 2018.
2. ↑  Timm Grandpair: Was hat Force of Will, was andere Kartenspiele nicht haben? auf fowsystem.com, 17. Februar 2017; abgerufen am 21. Juni 2018.
3. 1 2 3 4 5 6  Force of Will, Spielregeln v3.30 (Stand: 1. Juni 2018) auf der Website von Amigo; abgerufen am 16. Juni 2018.
4. ↑  Stories (Memento des Originals vom 13. Juni 2018 im Internet Archive)  Info: Der Archivlink wurde automatisch eingesetzt und noch nicht geprüft. Bitte prüfe Original- und Archivlink gemäß Anleitung und entferne dann diesen Hinweis. auf der englischsprachigen Website von Force of Will; abgerufen am 20. Juni 2018.
5. ↑  Mangas (Memento des Originals vom 25. Juni 2018 im Internet Archive)  Info: Der Archivlink wurde automatisch eingesetzt und noch nicht geprüft. Bitte prüfe Original- und Archivlink gemäß Anleitung und entferne dann diesen Hinweis. auf der englischsprachigen Website von Force of Will; abgerufen am 20. Juni 2018.
6. ↑  4-komas (Memento des Originals vom 5. Juni 2018 im Internet Archive)  Info: Der Archivlink wurde automatisch eingesetzt und noch nicht geprüft. Bitte prüfe Original- und Archivlink gemäß Anleitung und entferne dann diesen Hinweis. auf der englischsprachigen Website von Force of Will; abgerufen am 20. Juni 2018.